# Conferencias en el Club Zofingia
Las Conferencias en el Club Zofingia (en inglés The Zofingia Lectures: Supplementary Volume A of the Collected Works of C.G. Jung) son una serie de cinco seminarios impartidos en su juventud por el psiquiatra y psicólogo suizo Carl Gustav Jung. Pronunció dichas conferencias a su fraternidad estudiantil, el Club Zofingia, siendo estudiante de medicina. Forman parte de su Obra completa, sección B. Seminarios.

## Contenido
Durante sus años de estudiante (1896-1899) en la Universidad de Basilea, Jung pronunció conferencias a su fraternidad estudiantil, el Club Zofingia. Deteniéndose en teología, psicología, espiritismo y filosofía, las conferencias en el Club Zofingia iluminan el pensamiento posterior de Jung.
El Club Zofingia fue un grupo de discusión al que Jung perteneció como estudiante de medicina: en 1897 se convirtió en su Presidente e impartió cinco conferencias. Estas han sobrevivido y fueron publicadas en inglés en 1983 en un volumen suplementario a su Obra completa.
Las conferencias son de gran interés para cualquier persona atraída por las ideas tempranas de Jung, como un joven estudiante de medicina de un fuerte origen suizo protestante.
Las conferencias son:
1. Las zonas fronterizas de las ciencias exactas (noviembre de 1896);
2. Algunas reflexiones sobre psicología (mayo de 1897);
3. Discurso inaugural como Presidente del Club de Zofingia (invierno semestre 1897/98);
4. Reflexiones sobre la naturaleza y el valor de la investigación especulativa (verano semestre 1898);
5. Reflexiones sobre la interpretación del cristianismo con referencia a la teoría de Albrecht Ritschl (enero de 1899).

## Índice
Para la tabla de contenidos véase referencia.

## Edición en castellano
- Jung, Carl Gustav (Inédito). Obra completa de Carl Gustav Jung. B. Seminarios. Conferencias en el Club Zofingia [1896-1899] (1983). Madrid: Editorial Trotta.

- Datos: Q19772355
- Multimedia: Zofingia / Q19772355